# Limia sulphurophila
Limia sulphurophila és una espècie de peix de la família dels pecílids i de l'ordre dels ciprinodontiformes.

## Morfologia
Els mascles poden assolir els 3,9 cm de longitud total i les femelles els 4,27.

## Distribució geogràfica
Es troba a Amèrica: República Dominicana.